# Mnium brevifolium
Mnium brevifolium là một loài Rêu trong họ Mniaceae. Loài này được (Broth.) Müll. Hal. mô tả khoa học đầu tiên năm 1900.